# Puyang
Puyang is een stad in de gelijknamige prefectuur in het noordoosten van de Chinese provincie Henan, Volksrepubliek China. Bij de volkstelling van 2020 had de stad 824.397 inwoners, de gehele prefectuur had 3.772.088 inwoners.
Puyang ligt aan de Huanghe. Puyang grenst in het westen aan Anyang, in het zuidwesten aan Xinxiang, in het oosten aan de provincie Shandong en in het noorden aan de provincie Hebei.